# Grand Prix automobile de Trois-Rivières
Le Grand Prix de Trois-Rivières, plus communément appelé GP3R, est une compétition automobile qui se tient chaque année sur le circuit urbain de Trois-Rivières, au Québec, Canada. C'est l'un des événements automobiles les plus importants du Québec, il figure entre autres au calendrier du championnat FIA World Rallycross Championship et NASCAR Pinty's Series.
En 2019 l'événement célèbre sa 50e édition.

## Circuit
Le circuit de Trois-Rivières est un circuit automobile urbain temporaire tracé dans les rues de la ville, il est court (2,43 km) et très rapide. Il se démarque par sa construction qui est à la fois permanente pour certaines portions et de type routier pour les autres portions. Le circuit compte aussi un passage étroit sous la Porte Pacifique Du Plessis.

## Histoire

### Les débuts (1967)
En 1967, les membres du Club Autosport Mauricien (CAM) réussissent le pari d’organiser des courses sur un circuit routier d'1,8 km (1,14 mille) tracé dans les rues de la ville de Trois-Rivières. Cet événement unique s’appelle alors les Compétitions Labatt Trois-Rivières. C'est Jacques Duval, sur Porsche 906 qui remporte la course principale de la première édition réservée au voitures de Grand Tourisme.
L'année d'après, les monoplaces s'installent sur le circuit trifluvien, d'abord avec la Formule B, puis la Formule A les années suivantes. Ces monoplaces, presque aussi rapides que les voitures de Formule 1, seront l'attraction vedette du GP3R en 1969 et 1970, désormais associé à la brasserie Molson Coors Brewing Company. Les courses de Formule B sont également disputée en tant que courses supports du Grand Prix. En 1971, la Formule B revient en tête d'affiche à la suite du départ de la Formule A
En 1973, la première apparition du pilote québécois Gilles Villeneuve à Trois-Rivières se solde par une victoire de bout en bout en Formule Ford 1600. Le pilote français de renommé international Jean-Pierre Jaussaud prend également part à l’épreuve de Formule B remportée par Tom Klausler. Le circuit s’étend désormais sur 2,4 km (1,5 mille).

### La Formule Atlantique (1974-1982)

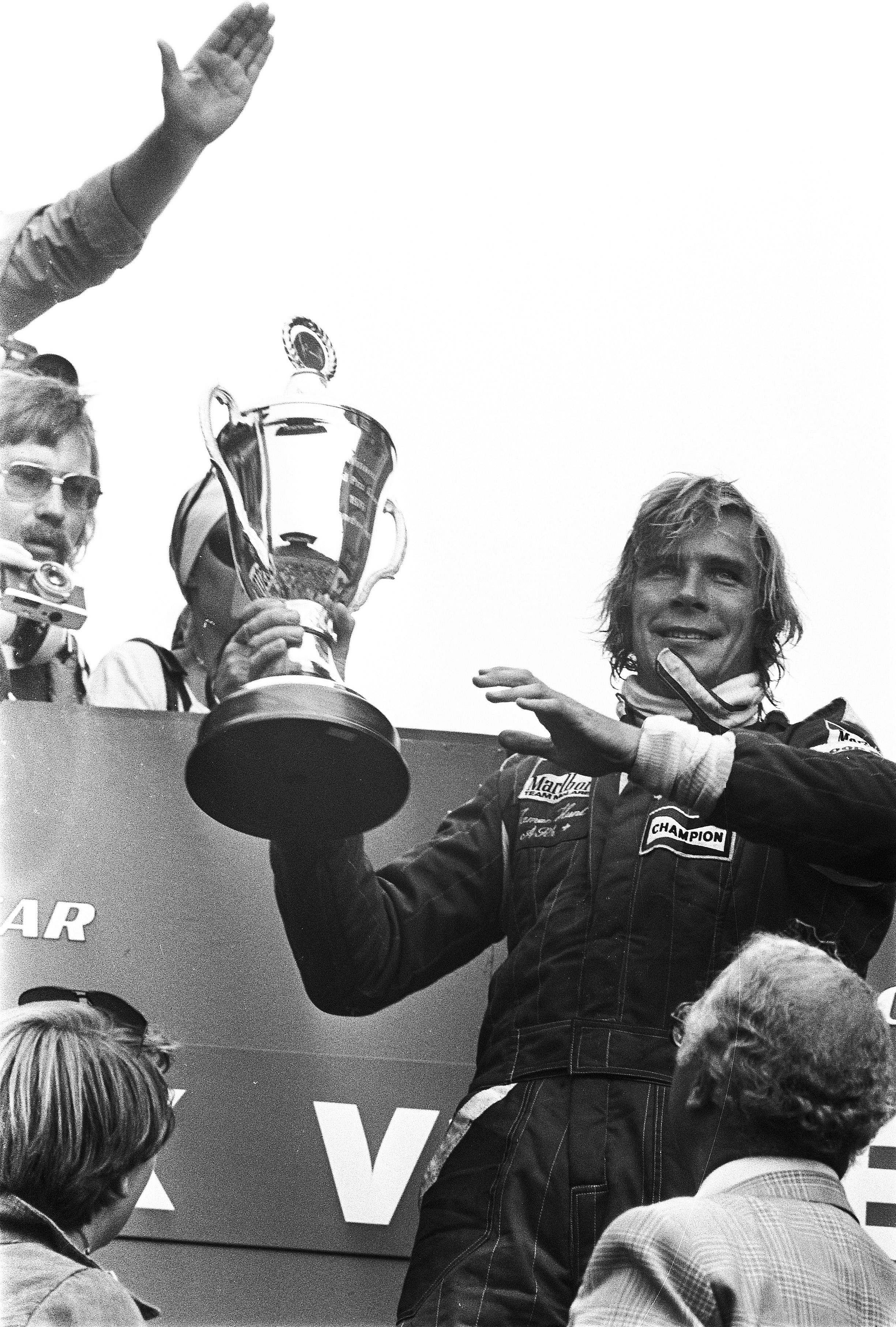
James Hunt en 1976.

Au fil des ans, le Grand Prix de Trois-Rivières devient un incontournable pour les amateurs de course automobile québécois. La Formule Atlantique, qui vient d'être créée, dispute une épreuve à Trois-Rivières. Ce championnat sera l'un des piliers du Grand Prix et voit la participation de plusieurs pilotes de renom, au sommet de leur carrière, l'édition de 1976 sera particulièrement remarquable à ce chapitre alors que Gilles Villeneuve signera l'une des plus belles victoires de sa carrière en remportant la course de Formule Atlantique devant de grosses pointures de la course automobile de l'époque : l'australien Alan Jones, futur champion du monde de Formule 1 en 1980, le britannique James Hunt, qui allait cette même année devenir champion du monde de Formule 1, l'italien Vittorio Brambilla, pilote de Formule 1 chez Beta Team March et vainqueur de l'épreuve de Formule Atlantique en 1975, l'américain Bobby Rahal, futur triple champion de la série CART World Series en 1986, 1987 et 1992, le français Patrick Tambay, futur pilote de Formule 1, et le mexicain Héctor Rebaque, aussi futur pilote de Formule 1. La légende veut qu'à son retour en Angleterre, James Hunt ait fortement recommandé Villeneuve à son patron chez McLaren, Teddy Mayer, qui lui accordera un essai au Grand Prix automobile de Grande-Bretagne 1977 et permis ainsi à Villeneuve de faire une carrière remarquable en F1.
La même année, la série populaire Trans-Am fait une apparition remarquée avec la victoire de George Follmer.
L'année 1977 voit les débuts de la série CanAm. Le circuit est allongé l'année suivante et passe de 2,4 km à 3,4 km (2,1 milles) en empruntant un tronçon en forme de « M » à l’intérieur de la piste de l’hippodrome ce qui donne aux voitures la possibilité d’exprimer toute leur puissance.
En 1981 Jacques-Joseph Villeneuve suit les pas de son frère Gilles Villeneuve et remporte sa première victoire en Formule Atlantique. L'année d'après, l'événement perd son homme clé avec le départ d’Yvon Simard, directeur général de 1975 à 1982. La brasserie Labatt redevient également le commanditaire principal du Grand Prix. Cette même année, Gilles Villeneuve, une des légendes du GP3R, perdra la vie lors des qualifications du Grand Prix automobile de Belgique 1982 disputé à Zolder. La ligne d'arrivée du circuit porte désormais le nom d'"avenue Gilles Villeneuve".

### Une nouvelle ère (1982-1995)

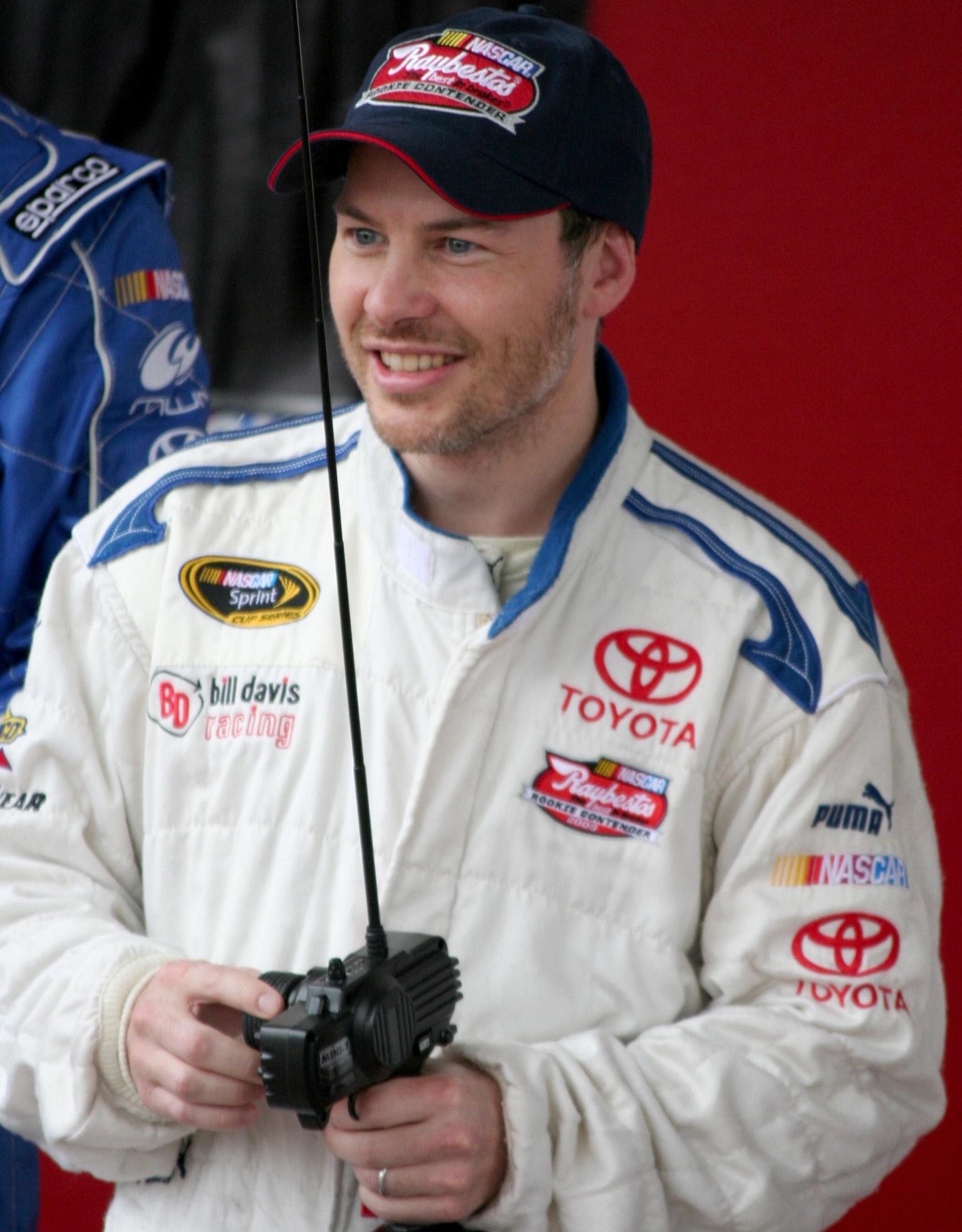
Jacques Villeneuve en 2008.

En 1983, la future vedette Michael Andretti, remporte l’épreuve de Formule Mondiale alliant les anciennes Formule Atlantique et Formule Pacifique. L'édition 1984 est marquée par le retour de la Formule Atlantique après un an d’absence en dépit du retrait de la série CanAm.
De 1986 a 1988, le Grand Prix n'a pas lieu en raison de problèmes financiers. Il revient en 1989, année de la deuxième victoire de Jacques-Joseph Villeneuve sur une nouvelle voiture de Formule Atlantique, développée par Swift Engineering. La nouvelle équipe de direction décide de former l’Association du sport motorisé de Trois-Rivières (A.S.M.T.R.) qui devient le club organisateur de l’événement. Cinq épreuves sont alors au programme sur un circuit de 2,4 km.
L'année 1990 voit le retour attendu de la populaire série Trans-Am qui offre tout un spectacle. La compagnie John Player augmente son soutien financier en étant le commanditaire qui présente l’événement.
En 1991, le retour de la série de Formule 1600 est marqué par la participation de Greg Moore, un jeune prodige de 16 ans qui devient le plus jeune pilote à avoir couru dans les rues de Trois-Rivières. La compagnie Player’s Ltd. redevient le principal commanditaire de l’événement. Jacques-Joseph Villeneuve remporte une nouvelle victoire cette année-là.
L'année suivante, la série American Continental s’ajoute à la programmation. Jacques Villeneuve, le fils de Gilles et neveu de Jacques-Joseph, court pour la première fois à Trois-Rivières. En 1993 Jacques décroche la pole position en Formule Atlantique mais est victime d'un accident au 17e tour. David Empringham remporte la première de ses trois victoires consécutives en Formule Atlantique à Trois-Rivières tandis que Jacques-Joseph Villeneuve, son oncle, termine deuxième.
En 1994 Léon Méthot cumule les fonctions de Président et Directeur Général de l'organisateur de l'épreuve. Son professionnalisme assure au Grand Prix une continuité d’excellence au fil des ans.

### L'arrivée de l'Indy Lights (1996-1998)
En 1996, l'Indy Lights devient l'épreuve reine de l'événement et trois brésiliens l'emportent de 1996 à 1998, d'abord Hélio Castroneves puis Tony Kanaan et enfin Cristiano da Matta.
En 1998 la brasserie Molson redevient le deuxième commanditaire majeur et présente l’événement. On assiste à la dernière apparition de Jacques-Joseph Villeneuve en Formule Atlantique.

### Retour de la Formule Atlantique (1999-2003)
La Formule Atlantique revient en tant qu'épreuve principale du championnat en 1999 et la série Trans-Am quitte l'événement, ce championnat aura rythmé le Grand Prix depuis 1976.
L'année 2000 est la dernière année de commandite pour la compagnie Player’s en raison de la loi antitabac au profit de la compagnie Chrysler. Ce troisième commanditaire amène une nouvelle série : le Championnat Canadien ChampCar Lights.
En 2002 on assiste à l’arrivée d’une nouvelle série majeure : l'American Le Mans Series (ALMS), épreuve d'endurance avec ses quatre catégories de voitures ainsi qu’aux retours de la populaire série Trans-Am et de la World Challenge. L'ALMS se partage la vedette avec la Formule Atlantique et finit par devenir autant voire plus populaire que cette dernière.
En 2003 à la suite du départ de Léon Méthot, un groupe de bénévoles avec l’appui de la ville de Trois-Rivières prend la relève et crée l’Association du Sport Motorisé de la Mauricie (ASMM). L'ALMS reste au programme cette année.

### Création de l'ASMM et passage au voitures de tourisme (2004-présent)

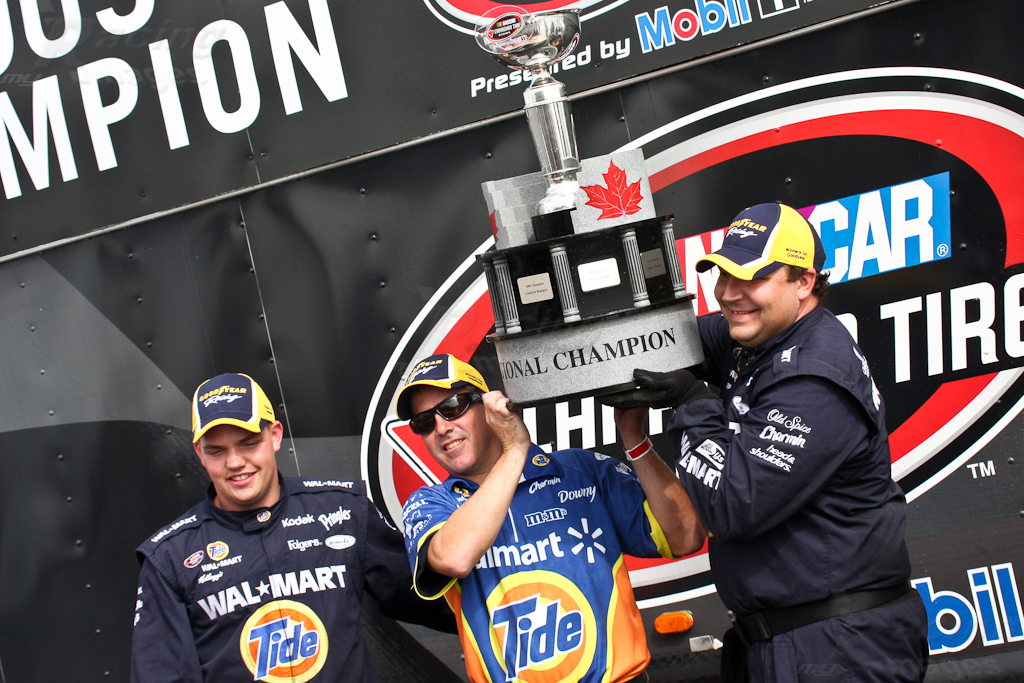
Andrew Ranger en 2009.

L'ASMM s’est fixé l’objectif ambitieux de relancer et d’assurer la survie du plus ancien événement de course à être présenté dans les rues d’une ville nord-américaine. La 35e édition, en 2004, est présentée par la bière COORS Light et Tourisme Québec. Avec un nouveau président, Joël St Pierre, et un nouveau directeur général, Francois Bordeleau, le comité exécutif s’est mis à l’œuvre pour redonner au Grand Prix le succès de ses débuts.
Au programme de l'édition 2005, on retrouve entre autres deux épreuves en Grand-Am Cup, la nouvelle série Star Mazda, le Défi Honda Michelin, la Formule 1600 et la Formule Atlantique Historique.
La série Star Mazda présente en 2006 une manche de son championnat, retour de la série CASCAR. Marc-Antoine Camirand participe à trois séries différentes et récolte sa 7e victoire a Trois-Rivières.
Les championnats de Grand Tourisme, de sport-Prototypes et de stock-car deviendront ensuite les épreuves principales du GP3R.
L'année 2007 voit les débuts de la série NASCAR Canadian Tire. Le Québécois Andrew Ranger sort perdant de son duel avec l’Ontarien Kerry Micks dans l'épreuve Nascar Canadian Tire pendant laquelle une impressionnante collision a eu lieu. La coupe Toyota Pirelli présente une course époustouflante, qui a gardé la foule en haleine jusqu’à la fin.
En 2008 la Formule Atlantique fait son grand retour après quatre ans d’absence, mais cette fois en tant que course support du Grand Prix qui voit la première victoire d'Andrew Ranger en série Nascar Canadian Tire. La 8e victoire de Marc-Antoine Camirand au volant d’une BMW M3 en catégorie tourisme lui permet d’égaliser le record de Jacques Bienvenue.
La 40e édition du Grand Prix (en 2009) a été couronnée de succès. Cette édition est marquée par les festivités du 375e anniversaire de Trois-Rivières, marqué par la présence de Jacques Villeneuve (fils) et d'Alex Tagliani. Pour la première fois, on présente une course de nuit et la piste est ouverte au public quelques minutes avant la course de NASCAR. On élargit la voie des stands de 3 mètres sur une longueur de 244 m. On ajoute également une 2e fausse grille sur le terrain ainsi qu’une nouvelle passerelle de départ sur la ligne départ/arrivée. Simona de Silvestro devient la première femme à gagner une course à Trois-Rivières et la première en série Atlantic.
L'année 2010 voit le retrait de la série Atlantic, due à sa fermeture et la troisième victoire d'Andrew Ranger en NASCAR Canadian Tire. Des animations sont proposés au centre-ville avec entre autres une grande roue de cirque. L'année 2011 voit le retour de la série Indy Lights et de la série SCCA Trans-Am, ainsi que les débuts de la nouvelle SpecRacer Ford Pro. En conséquence, 2011 est l'année avec le plus important nombre de course pour un même week-end, soit onze, dont deux courses de Star Mazda. L'année 2012 voit la quatrième victoire d'Andrew Ranger en série NASCAR Canadian Tire à Trois-Rivières. Marc-Antoine Camirand remporte les deux courses en Canadian Touring Car Championship (CTCC), portant son total de victoires à Trois-Rivières à 11, un record. En 2013, il remporte les deux courses de la série Sportsman Québec pour le porter à 13.
En 2014, une étape du Championnat du monde de Rallycross est ajouté à la programmation. Le tracé du rallycross emprunte une partie du circuit du Grand Prix pour la portion asphaltée et les terrains de l'hippodrome pour la portion en terre. C'est le norvégien Petter Solberg, champion du monde des rallyes 2003 qui l'emporte. L'épreuve est reconduite pour l'année 2015 et 2016. En NASCAR Canadian Tire, rebaptisée NASCAR Pinty's Series en 2016, c'est le héros local Louis-Philippe Dumoulin qui triomphe.

## Séries
- NASCAR Pinty's Series

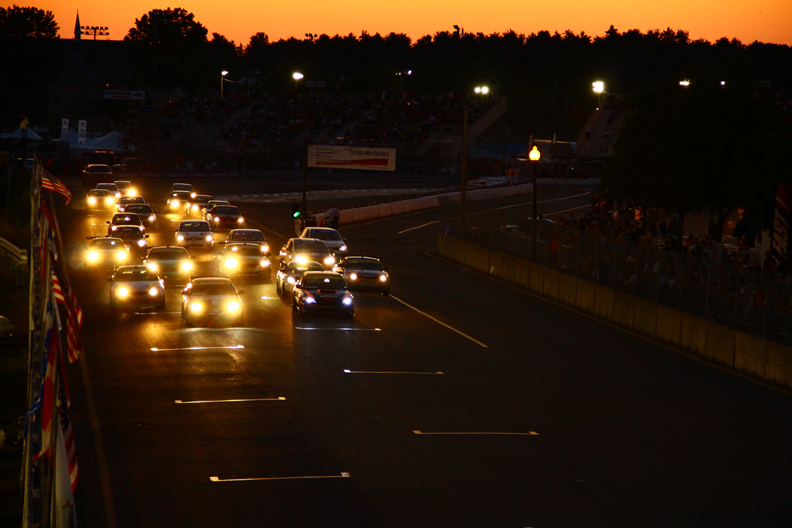
Course de nuit au Grand Prix de Trois-Rivières 2011.

- FIA World Rallycross Championship - World RX of Canada
- IMG Americas Rallycross Championship
- IMSA Porsche GT3 Cup Challenge Canada
- Canadian Touring Car Championship
- Canadian Stock Car Championship
- Formula Tour 1600
- Coupe Nissan Micra
- AMA (en) Supermoto National Championship Series
- NASA (en) Challenge Xtreme Elite
- Superquads Elka
- Drift Demonstration

## Anciennes Séries
- Trans-Am Series (1976, 1979-1985, 1990-1999, 2002-2004, 2011)
- SCCA Can-Am Series (1977-1984)
- SCCA World Challenge (1993–1999, 2002)
- SCCA North American Touring Car Championship (1996)
- IMSA American Le Mans Series (2002-2003)
- IMSA Prototype Challenge (2016-2017)
- Grand-Am Rolex Sports Car Series (2000-2001)
- Grand-Am Continental Tire SportsCar Challenge (2001, 2005-2010)
- Atlantic Championship (1974-1983, 1985, 1989-2003, 2008-2009)
- IndyCar Indy Lights (1996-1998, 2011-2012)
- IndyCar Pro Mazda Championship (2005-2013)
- Formula Super Vee (1984)[3]
- Canadian SuperCar Series (2012-2014)
- Sportsman Québec Series ASE Lucas Oil (2012-2015)

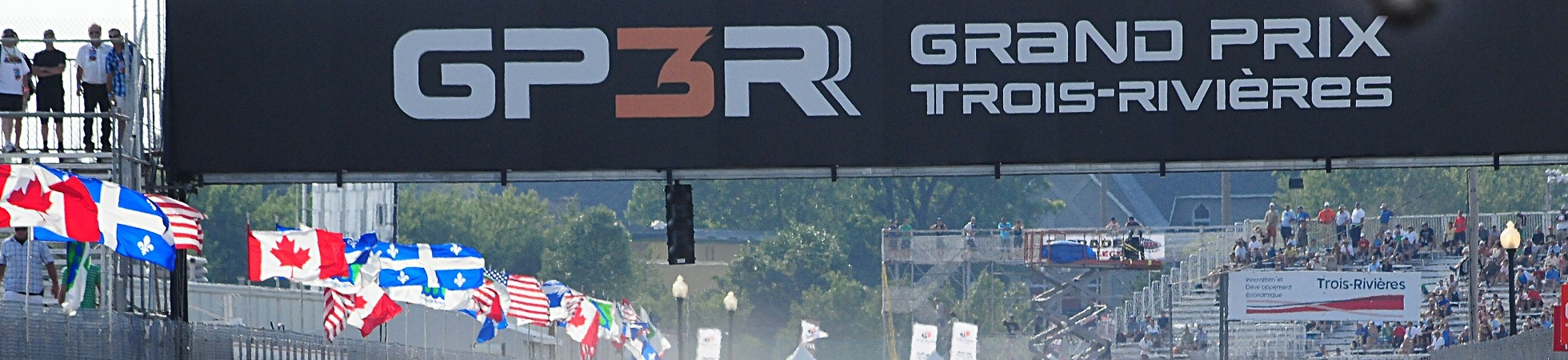
Départ/Arrivée.

## Palmarès
| Année     | Vainqueur                                        | Voiture                                          | Formule                                          |               |
| --------- | ------------------------------------------------ | ------------------------------------------------ | ------------------------------------------------ | ------------- |
| 1967      | Jacques Duval                                    | Porsche                                          | Grand Tourisme (La Labatt Trois-Rivières)        |               |
| 1968      | Bill Brack                                       | Lotus Ford                                       | Formule B (Championnat de l'est du Canada)       |               |
| 1969      | Rex Ramsay                                       | LeGrand Chevrolet                                | Formule A (Coupe Gulf Canada)                    |               |
| 1970      | Eppie Wietzes                                    | Lola Chevrolet                                   | Formule A (Coupe Gulf Canada)                    |               |
| 1971      | Jacques Couture                                  | Lotus                                            | Formule B (Championnat Player's)                 |               |
| 1972      | John Powell                                      | Chevron                                          | Formule B (Championnat Player's)                 |               |
| 1973      | Tom Klausler                                     | Brabham                                          | Formule B (Championnat Player's)                 |               |
| 1974      | Tom Klausler                                     | Lola                                             | Formule Atlantique                               |               |
| 1975      | Vittorio Brambilla                               | March                                            | Formule Atlantique                               |               |
| 1976      | Gilles Villeneuve                                | March                                            | Formule Atlantique                               |               |
| 1977      | Price Cobb                                       | March                                            | Formule Atlantique                               |               |
| 1978      | Bill Brack                                       | March                                            | Formule Atlantique                               |               |
| 1979      | Howdy Holmes                                     | March                                            | Formule Atlantique                               |               |
| 1980      | Price Cobb                                       | March                                            | Formule Atlantique                               |               |
| 1981      | Jacques-Joseph Villeneuve                        | March                                            | Formule Atlantique                               |               |
| 1982      | Roberto Moreno                                   | Ralt                                             | Formule Atlantique                               |               |
| 1983      | Michael Andretti                                 | Ralt                                             | Formule Mondial                                  |               |
| 1984      | Arie Luyendyk                                    | Ralt                                             | Formule Super Vee                                |               |
| 1985      | Dan Marvin                                       | Ralt                                             | Formule Atlantique                               |               |
| 1986-1988 | Pas de course                                    | Pas de course                                    | Pas de course                                    | Pas de course |
| 1989      | Jacques-Joseph Villeneuve                        | Swift                                            | Formule Atlantique                               |               |
| 1990      | Brian Till                                       | Swift                                            | Formule Atlantique                               |               |
| 1991      | Jacques-Joseph Villeneuve                        | Swift                                            | Formule Atlantique                               |               |
| 1992      | Chris Smith                                      | Swift                                            | Formule Atlantique                               |               |
| 1993      | David Empringham                                 | Ralt                                             | Formule Atlantique                               |               |
| 1994      | David Empringham                                 | Ralt                                             | Formule Atlantique                               |               |
| 1995      | Richie Earn                                      | Ralt                                             | Formule Atlantique                               |               |
| 1996      | Hélio Castroneves                                | Lola Buick                                       | CART Indy Lights                                 |               |
| 1997      | Tony Kanaan                                      | Lola Buick                                       | CART Indy Lights                                 |               |
| 1998      | Cristiano da Matta                               | Lola Buick                                       | CART Indy Lights                                 |               |
| 1999      | Anthony Lazzaro                                  | Swift                                            | Formule Atlantique                               |               |
| 2000      | Buddy Rice                                       | Swift                                            | Formule Atlantique                               |               |
| 2001      | Hoover Orsi                                      | Swift                                            | Formule Atlantique                               |               |
| 2002      | Michael Valiante                                 | Swift                                            | Formule Atlantique                               |               |
| 2003      | A. J. Allmendinger                               | Swift                                            | Formule Atlantique                               |               |
| 2004      | Paul Gentilozzi                                  | Jaguar                                           | Trans-Am Series                                  |               |
| 2005      | Bill Auberlen / Justin Marks                     | BMW                                              | "Grand-Am Cup Grand Sport                        |               |
| 2006      | Brett Martini / Patrick Long                     | Porsche                                          | Grand-Am Cup Grand Sport                         |               |
| 2007      | Kerry Micks                                      | Ford                                             | NASCAR Canadian Tire                             |               |
| 2008      | Andrew Ranger                                    | Ford                                             | NASCAR Canadian Tire                             |               |
| 2009      | Andrew Ranger                                    | Ford                                             | NASCAR Canadian Tire                             |               |
| 2010      | Andrew Ranger                                    | Dodge                                            | NASCAR Canadian Tire                             |               |
| 2011      | Robin Buck                                       | Dodge                                            | NASCAR Canadian Tire                             |               |
| 2012      | Andrew Ranger                                    | Dodge                                            | NASCAR Canadian Tire                             |               |
| 2013      | D.J. Kennington                                  | Dodge                                            | NASCAR Canadian Tire                             |               |
| 2014      | Petter Solberg                                   | DS 3                                             | Championnat du monde de rallycross               |               |
| 2014      | Louis-Philippe Dumoulin                          | Dodge                                            | NASCAR Canadian Tire                             |               |
| 2015      | Davy Jeanney                                     | Peugeot 208 WRX                                  | Championnat du monde de rallycross               |               |
| 2015      | Kevin Lacroix                                    | Dodge                                            | NASCAR Canadian Tire                             |               |
| 2016      | Timmy Hansen                                     | Peugeot 208 WRX                                  | Championnat du monde de rallycross               |               |
| 2016      | Kevin Lacroix                                    | Dodge                                            | NASCAR Pinty's Series                            |               |
| 2017      | Johan Kristoffersson                             | Volkswagen Polo                                  | Championnat du monde de rallycross               |               |
| 2017      | Alexandre Tagliani                               | Dodge                                            | NASCAR Pinty's Series                            |               |
| 2018      | Johan Kristoffersson                             | Volkswagen Polo                                  | Championnat du monde de rallycross               |               |
| 2018      | Alexandre Tagliani                               | Dodge                                            | NASCAR Pinty's Series                            |               |
| 2019      | Andreas Bakkerud                                 | Monster Energy RX Cartel                         | Championnat du monde de rallycross               |               |
| 2019      | Louis-Philippe Dumoulin                          | Dodge                                            | NASCAR Pinty's Series                            |               |
| 2020      | Non disputé en raison de la pandémie de Covid-19 | Non disputé en raison de la pandémie de Covid-19 | Non disputé en raison de la pandémie de Covid-19 |               |
| 2021      | Alexandre Tagliani                               | Chevrolet                                        | NASCAR Pinty's Series                            |               |
| 2022      | Alex Guénette                                    | Ford                                             | NASCAR Pinty's Series                            |               |
| 2023      | Marc-Antoine Camirand                            | Chevrolet                                        | NASCAR Pinty's Series                            |               |
| 2024      | Marc-Antoine Camirand                            | Chevrolet                                        | NASCAR Canada                                    |               |
| 2025      | Andrew Ranger                                    | Chevrolet                                        | NASCAR Canada                                    |               |

## Rallycross
Le Championnat du monde de Rallycross (FIA World Rallycross Championship ou World RX) est une compétition de Rallycross créée par la Fédération internationale de l'automobile (FIA) en 2014 avec comme promoteur IMG. Chaque événement se dispute sur deux jours en quatre manches initiales, deux demi-finales, et une finale.

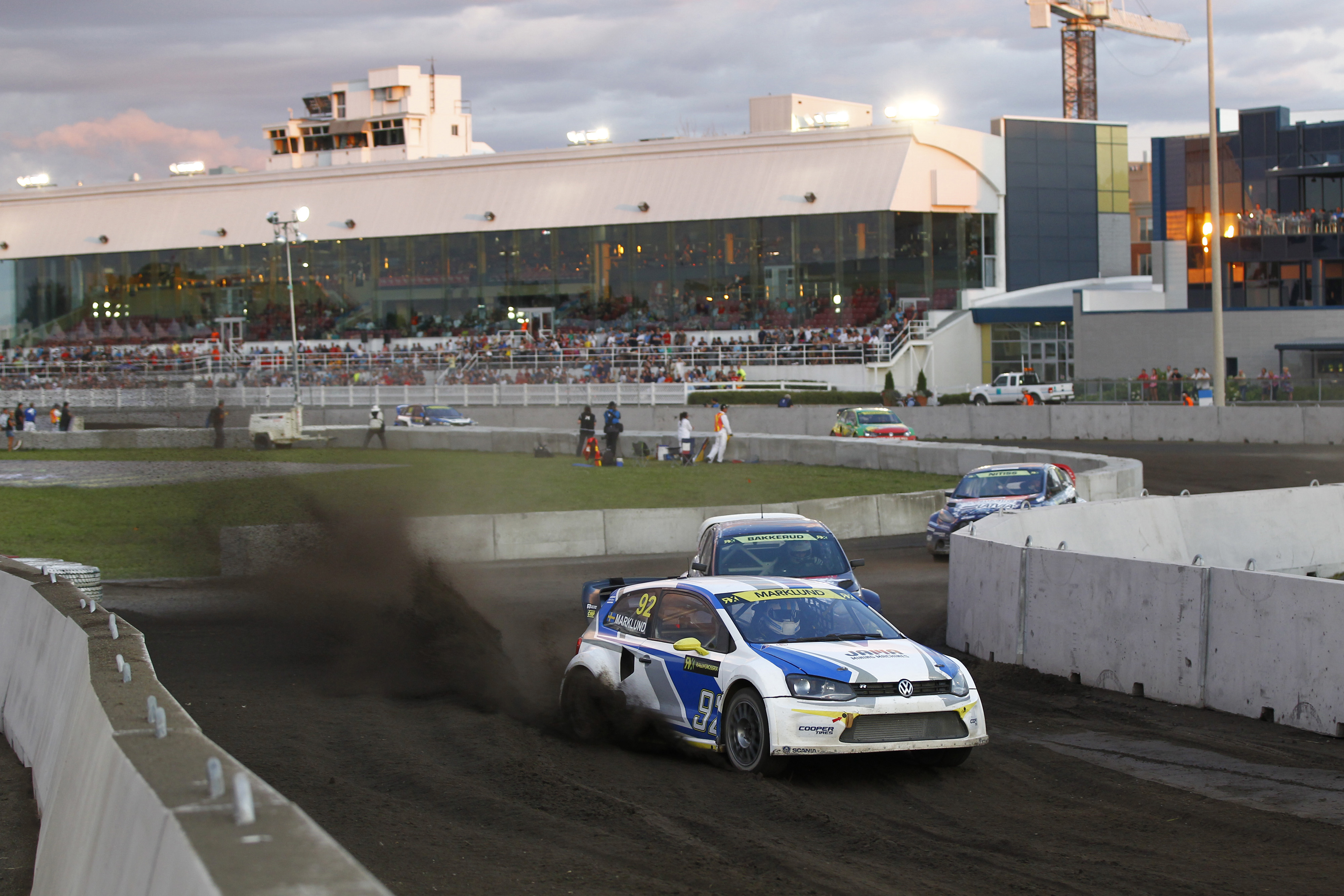
Le pilote de rallycross suédois Anton Marklund dans sa VW Polo Supercar. Round 7 du Championnat du Monde FIA de Rallycross 2014 au Circuit de Trois-Rivières, Canada.
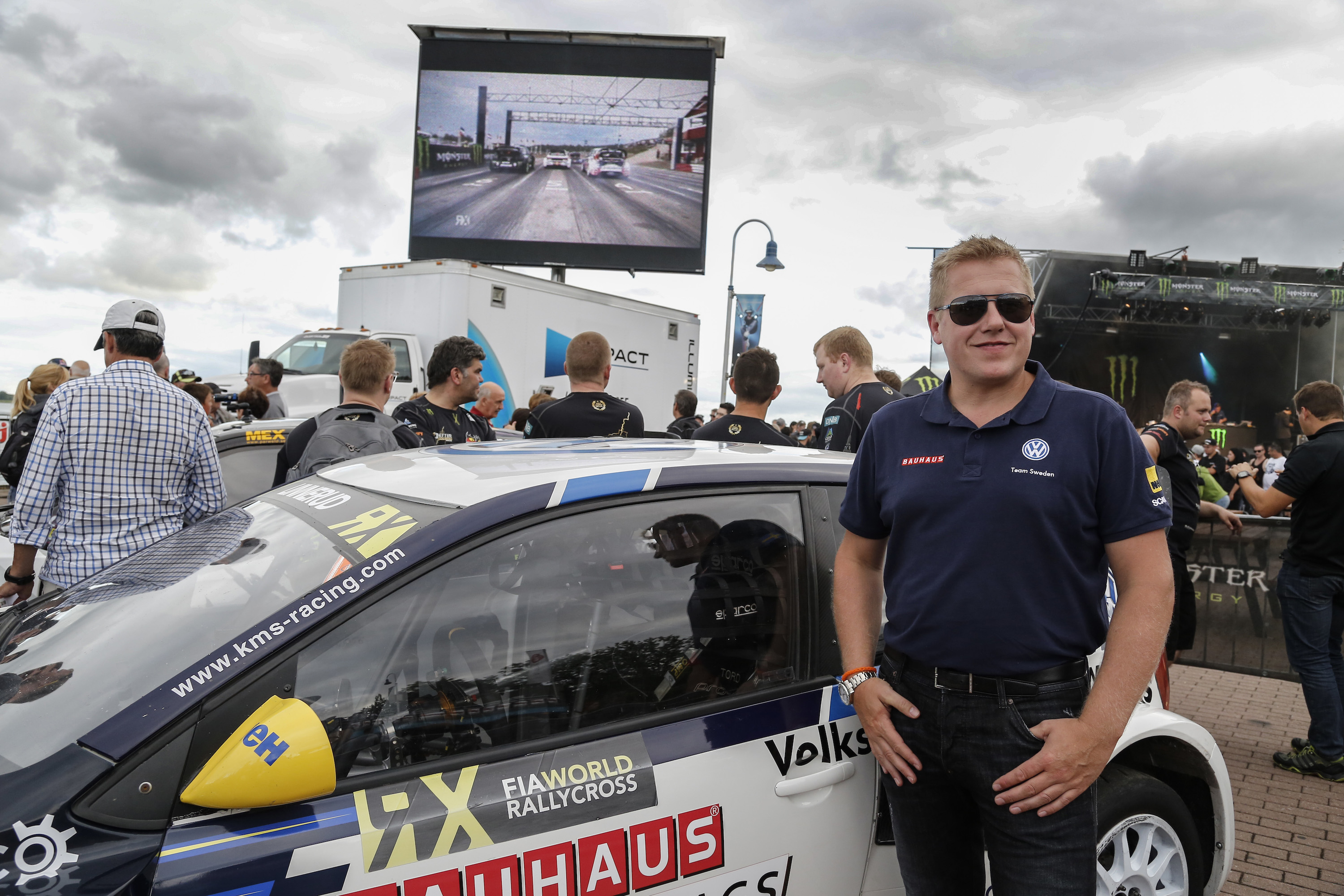
Le pilote de rallycross norvégien Tord Linnerud, avec sa Volkswagen Polo R Supercar. Round 7 du Championnat du Monde FIA de Rallycross 2015 au Circuit de Trois-Rivières, Canada.
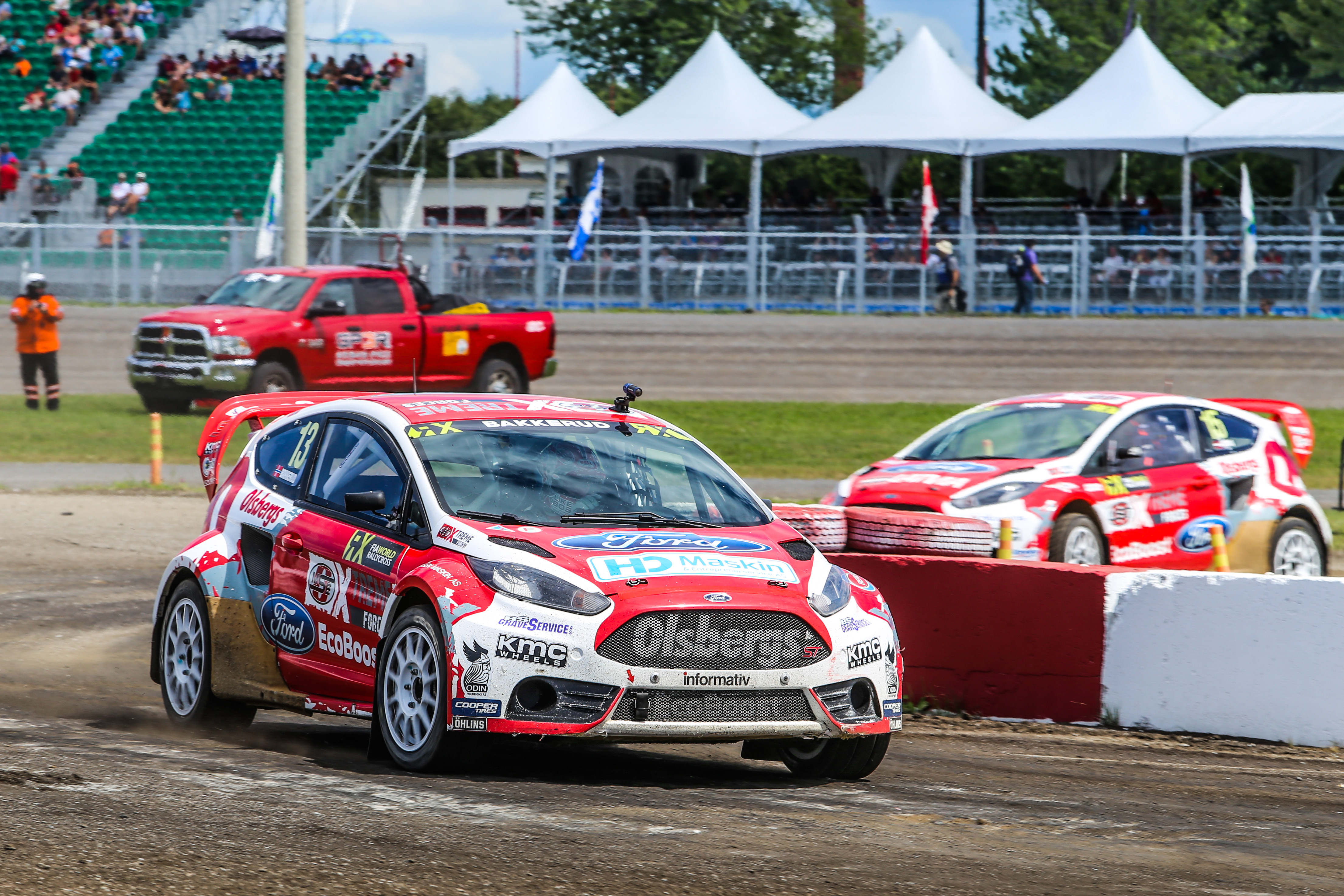
Andreas Bakkerud (avant) et Reinis Nitišs au Round 7 du Championnat du monde de rallycross FIA 2015 au Circuit de Trois-Rivières, Canada.
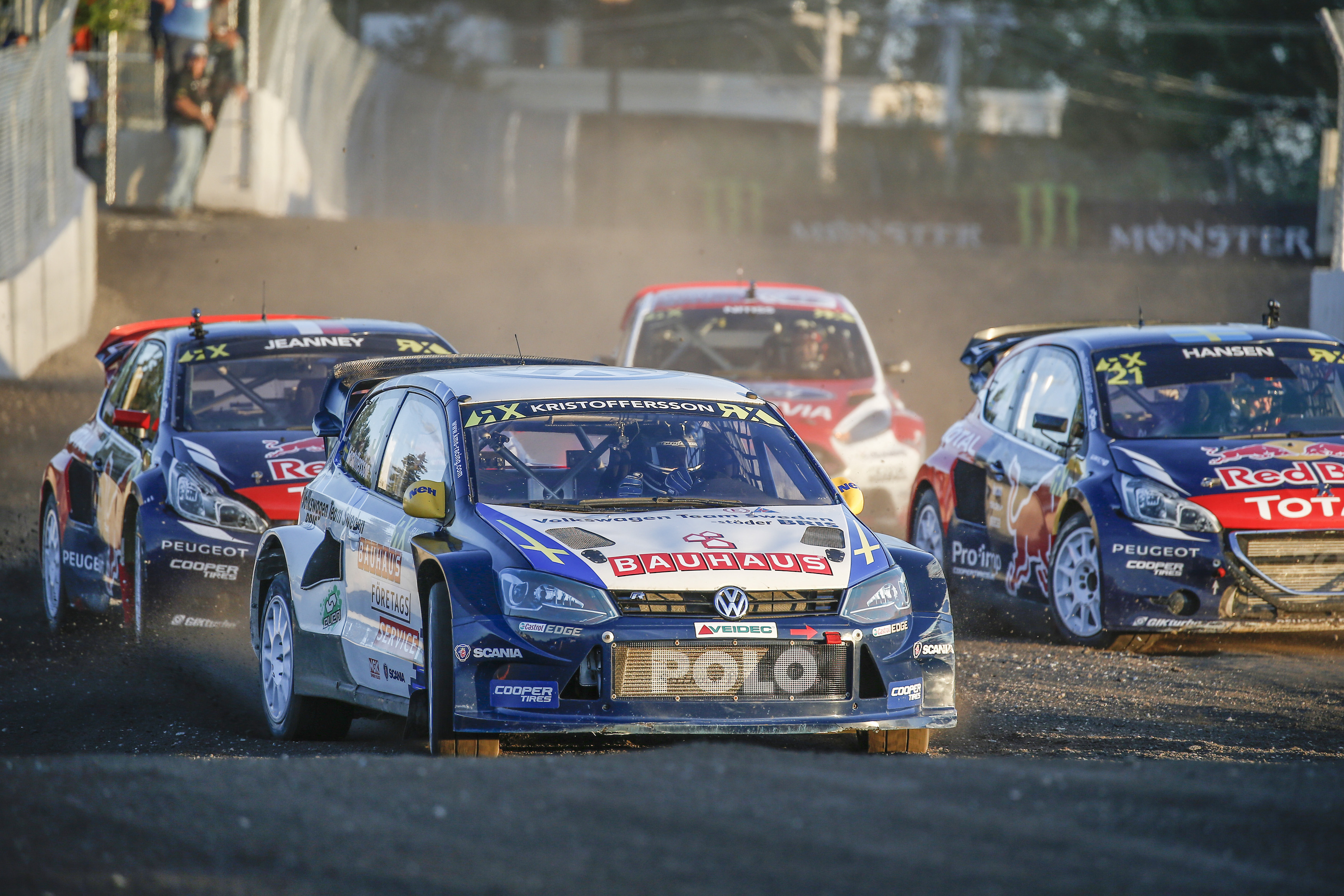
Johan Kristoffersson conduit devant Davy Jeanney, Timmy Hansen et Reinis Nitišs au Round 7 du Championnat du Monde de Rallycross 2015 au Circuit de Trois-Rivières, Canada.